# Кайфтаун (телесеріал)
«Кайфтаун» (англ. Hightown) — американський кримінально-драматичний телесеріал, прем’єра якого відбулася на Starz 17 травня 2020 року. Серіал створено Ребеккою Каттер, виконавчими продюсерами — Каттер, Гарі Леннон, Джеррі Брукгаймер, Джонатан Літтман і КрістіЕнн Рід, а в головній ролі — Моніка Реймунд і Джеймс Бедж Дейл.
У червні 2020 року серіал було продовжено на другий сезон, прем’єра якого відбулася 17 жовтня 2021 року.  У березні 2022 року серіал було продовжено на третій сезон та останній сезон прем'єра якого відбудеться 24 січня 2024 року.

## Сюжет
Джекі Кіньонес (Моніка Реймунд) — агент Національної служби морського рибальства в Провінстауні, штат Массачусетс, яка зловживає алкоголем і наркотиками. Вона знаходить тіло вбитої жінки, після чого детективи Алан Сенілл ( Дон Норвуд) і Рей Абруццо (Джеймс Бедж Дейл) починають розслідування організованої злочинності в Кейп-Коді та місцевої опіоідної епідемії.

## Актори персонажі

### Головний склад
- Моніка Реймунд – Джекі Кінес, агент національної служби морського рибальства в Провінстауні, штат Массачусетс, лесбійка, яка страждає на алкоголізм і наркоманію.
- Райлі Воулкел  – Рене Сегна, екзотична танцівниця в барі та наречена Френкі Куеваса старшого.
- Шейн Гарпер – торговець наркотиками та друг Джекі.
- Аткінс Естімонд — Осіто, лейтенант Френкі Куеваса старшого.
- Аморі Ноласко  – Френкі Куеваса старшого, наркобарон який перебуває у в'язниці.
- Дон Норвуд – Алан Сентіль, солдат поліції штату Массачусетс, призначеного до Міжвідомчого відділу боротьби з наркотиками Кейп-Коду (CCINU).
- Джеймс Бедж Дейл – Рей Абруццо, сержант поліції штату Массачусетс, також призначений до CCINU.

### Другорядний склад
- Румі С. Жан-Луї — Френкі Куевас-молодший, син Рене та Френкі Куевас-старшого.
- Майк Пневскі – Ед Мерфі, партнер Джекі з Національної служби морського рибальства.
- Кристал Лейк Еванс – Крісти Коллінз
- Ана Ногейра — Донна, постійна подруга Джуніора, яка має спільну доньку.
- Едмунд Донован –  Кізла
- Джия Кроватін – Девон Вілсон, колишньої дівчини Джекі.
- Маша Кінг – Шеррі Генрі.
- Майкл Малгерен — лейтенант Велекі, бос Рея.
- Джой Супрано — Патриція.
- Тоня Гланц — солдат Леслі Бебкок, колишня напарниця Рея в поліції штату Массачусетс, з якою він мав роман, і напарниця Джекі в поліції штату Массачусетс.
- Крістін Мінтер – Джина (1 сезон).
- Луїс Гузман – Хорхе Куеваса (2 сезон).
- Джона Сяо – Дейзі (2 сезон).
- Шарлайн Сент-Чарльз –  Генрієтта (2 сезон)
- Домінік Л. Сантана – Чулет (2 сезон).
- Крістал Лі Браун – Джанель (2 сезон)
- Сесіл Блатчер – Вернон (2 сезон).
- Карлос Гомес — Рафаель (2 сезон), батько Джекі.
- Барбара Вітман — Келлі (сезон 2), мати Рене.
- Імані Льюїс – Шармен Граси, племінниці наркобарона Уейна Граси, яка захоплює його імперію після того, як потрапляє до в'язниці.
- Гаррет Діллагант – Шейн Фроулі (3 сезон).
- Жанін Серраллес – Рейчел (3 сезон).
- Кая Розенталь – Сара (3 сезон) [7]
- Майкл Дрейер — Оуен Фроулі (сезон 3).
- Еллі Бароун – Вероніка (3 сезон).
- Таджа В. Сімпсон – Джанель (3 сезон).

## Огляд сезонів
| Сезон | Епізоди | Епізоди | Оригінальний показ | Оригінальний показ |
| Сезон | Епізоди | Епізоди | Перший показ       | Останній показ     |
| ----- | ------- | ------- | ------------------ | ------------------ |
| 1     | 8       | 8       | 17 травня 2020     | 12 липня 2020      |
| 2     | 10      | 10      | 17 жовтня 2021     | 26 грудня 2021     |
| 3     | 7       | 7       | 26 січня 2024      | 8 березня 2024     |

## Виробництво

### Розробка
До 27 листопада 2017 року Starz запустив виробництво, яке тоді називалося P-Town у розробку. Серіал створила Ребекка Каттер, а Гері Леннон як шоу-ранери і обидва виступають виконавчими продюсерами разом із Джеррі Брукхаймером, Джонатаном Літманом і Крісті Енн Рід. Виробничі компанії, залучені до серіалу, складалися з Jerry Bruckheimer Television.  26 листопада 2018 року Starz замовив серіал, який тепер має назву Hightown. 5 лютого 2019 року було оголошено, що Рейчел Моррісон буде режисером серіалу.

### Кастинг
14 вересня 2018 року Моніка Реймунд була обрана на головну роль у пілотному епізоді. 9 січня 2019 року до основного акторського складу приєдналися Джеймс Бедж Дейл і Райлі Воулкел. У лютому 2019 року Шейн Харпер, Аткінс Естімонд, Аморі Ноласко та Дон Норвуд були обрані в серіал на головні ролі. 19 листопада 2020 року Луїс Гузман отримав повторну роль у другому сезоні. 16 грудня 2020 року Крістал Лі Браун, Сесіл Блатчер, Карлос Гомес, і Барбара Вітман приєднались до акторського складу в повторюваних ролях у другому сезоні. 15 червня 2022 року Гаррет Діллагант, Жанін Серраллес, Кая Розенталь, Майкл Дрейер , Еллі Бароне та Таджа В. Сімпсон отримали повторні ролі в третьому сезоні.

### Зйомки
Основні зйомки для серіалу було заплановано на березень 2019 року. [28] Провінстаун, Массачусетс, 29 квітня 2019 року виборча рада проголосувала за дозвіл зйомок з 20 травня по 11 червня в таких місцях, як пірс Макміллан і гавань, західний End rotary і Provincetown Inn. Комерційну вулицю між вулицями Стендіш і Райдер планувалося закрити до частини 4 червня, щоб відтворити сцену карнавального параду. Виробництво другого сезону почалося 19 листопада 2020 року і завершилося 2 квітня 2021 року.